# Česká společnost pro krajinnou ekologii
Česká společnost pro krajinnou ekologii, regionální odnož IALE (International Association for Landscape Ecology – Mezinárodní společnost pro ekologii krajiny). CZ-IALE byla oficiálně založena v roce 2000. Prvním předsedou CZ-IALE byl prof. Pavel Kovář (2000–2004), následoval doc. Antonín Buček (2004–2008), doc. Petr Maděra (2008–2012) a doc. Zdeněk Lipský (od r. 2012).
CZ-IALE je členem Rady vědeckých společností při Akademii věd České republiky.
CZ- IALE vydává pro své členy od roku 2000 členský zpravodaj CZ-IALE a od roku 2007 vědecký časopis Journal of Landscape Ecology.